# Джейкъб Дивърс
Джейкъб „Джейк“ Лоукс Дивърс (Jacob „Jake“ Loucks Devers) е американски военачалник, генерал от армията на Съединените американски щати.
Завършва военната академия в Уест Пойнт през 1909 година. Учи в командно-щабен колеж и армейски военен колеж.
От 1941 година е командващ бронетанковите войски на САЩ. От май 1943 г. е командващ войските на САЩ в Европа. През 1945 година е назначен за командващ сухопътните войски на САЩ.
Излиза в запас в началото на 1949 година.